# 中央军委装备发展部综合计划局
中央军委装备发展部综合计划局，位于北京市，是中央军事委员会装备发展部下属局，负责该部的综合计划工作。

## 沿革
1998年4月3日，中央军委作出决定，组建中国人民解放军总装备部。1998年4月5日起，中国人民解放军总装备部开始办公。该部下设有中国人民解放军总装备部综合计划部、中国人民解放军总装备部军兵种装备部。
2016年改革前，中国人民解放军总装备部综合计划部下设有：综合局等。
在深化国防和军队改革中，2016年1月撤销中国人民解放军总装备部，组建中央军委装备发展部。中央军委装备发展部设中央军委装备发展部综合计划局。周振杰任第一任局长。

## 历任领导
中国人民解放军总装备部综合计划部部长
- 李安东 少将（1998年4月—1999年12月，总装备部部长助理兼）
- 楚鸿彦 少将（2000年—2002年1月）[5]
- 张宁阳 少将（？—？）[6]
- 阮朝阳 少将（？—2007年）[7]
- 刘胜 少将（2007年4月—2009年12月）[8][9]
- 王力 少将（2010年—2014年）[10]
- 冯丹宇 少将（2014年—2016年）[11]

中国人民解放军总装备部军兵种装备部部长
- 姜来根 少将（1998年—1999年）[12]
- 陈保定 少将（1999年—2002年）[13][14][15]
- 丛日刚 少将（2002年—2007年）[16]
- 陈再方 少将（2007年2月—2010年7月）[11]
- 冯丹宇 少将（2010年12月—2014年）[17]
- 王庆宗 少将（2014年—2016年）

| 中央军委装备发展部综合计划局局长 - 周振杰 少将（2016年—） | 中央军委装备发展部综合计划局副局长 - 王祖尧 少将（2016年—） - 张煦 少将（2016年—） - 柳荣普 大校（2016年—） |